# うるう (戯曲)
小林賢太郎演劇作品『うるう』は、2011年から2012年に初演された演劇作品。2015年から2016年、2019年から2020年に再演された。
脚本・演出を小林賢太郎が手掛ける小林賢太郎プロデュース公演（K.K.P.）#008。
音楽・チェロ演奏は徳澤青弦が担当。
2020年5月27日にサウンドトラック『うるうの音』が発売された。
2020年8月5日にDVD・Blu-rayが発売された。

## 出演
- 小林賢太郎
- 徳澤青弦

## スタッフ[3]
- 作・演出・出演：小林賢太郎
- 演奏：徳澤青弦
- 衣裳：伊賀大介
- 音楽：徳澤青弦
- 舞台映像：松永ホマレ
- 宣伝美術：good design company
- 写真（フライヤー）：鈴木心
- ヘアメイク（フライヤー）：YUUK（W）
- 企画・制作著作：スタジオコンテナ

## 公演
初演(2011-2012)
- 東京公演：2011年12月21日 - 12月25日 東京グローブ座
- 静岡公演：2011年12月29日 - 12月30日 グランシップ中ホール・大地
- 福岡公演：2012年1月6日 - 1月11日 西鉄ホール
- 札幌公演：2012年1月19日 - 1月22日 かでるホール
- 名古屋公演：2012年1月26日 - 1月29日 テレピアホール
- 仙台公演：2012年2月1日 - 2月2日 仙台市青年文化センター・シアターホール
- 東京公演：2012年2月8日 - 2月19日 銀河劇場
- 大阪公演：2012年2月23日 - 2月29日 サンケイホールブリーゼ

再演(2015-2016)
- 横浜公演：2015年12月17日 - 12月20日 神奈川芸術劇場 ホール
- 小松公演：2015年12月26日 - 12月27日 こまつ芸術劇場うらら 大ホール
- 北九州公演：2016年1月9日 - 1月11日 北九州芸術劇場 中劇場
- 大阪公演：2016年1月14日 - 1月18日 サンケイホールブリーゼ
- 広島公演：2016年1月23日 - 1月24日 JMSアステールプラザ 中ホール
- 名古屋公演：2016年1月27日 - 1月28日 アートピアホール
- いわき公演：2016年1月30日 - 1月31日 いわき芸術文化交流館アリオス 中劇場
- 札幌公演：2016年2月5日 - 2月7日 かでるホール
- 東京公演：2016年2月17日 - 2016年2月29日 本多劇場

再演(2019-2020)
- 東京公演：2019年12月28日 - 12月30日 東京グローブ座
- 金沢公演：2020年1月7日 金沢市文化ホール
- 札幌公演：2020年1月11日 - 1月13日 かでるホール
- 広島公演：2020年1月17日 - 1月18日 JMSアステールプラザ 中ホール
- 豊橋公演：2020年1月22日 - 1月23日 穂の国とよはし芸術劇場PLAT 主ホール
- 北九州公演：2020年1月25日 - 1月26日 北九州芸術劇場 中劇場
- 仙台公演：2020年2月1日 - 2月2日 日立システムズホール仙台 シアターホール
- 新潟公演：2020年2月4日 - 2月5日 りゅーとぴあ・劇場
- 静岡公演：2020年2月13日 - 2月14日 グランシップ中ホール・大地
- 横浜公演：2020年2月19日 - 2月24日 神奈川芸術劇場 ホール
- 大阪公演：2020年2月26日 - 2月29日 サンケイホールブリーゼ